# Хирлеп (река)
Хирле́п (чув. Хирляп, Хирлеп) — река в Аликовском и Вурнарском районах Чувашии, левый приток Большого Цивиля.

## Физико-географическая характеристика
Берёт начало у деревни Хирлеппоси (по другим данным: к северу от деревни Торопкасы Аликовского района) и течёт по территории Аликовского и Вурнарского районов, впадает в Большой Цивиль у деревни Хорн-Кукшум (в 0,7 км к западу от деревни). Исток пересыхающий.
Длина 30,2 км, площадь бассейна 205,9 км². Коэффициент густоты речной сети 0,62 км/км².

## Притоки
Имеет 19 притоков, главный — Ураваш.

## Название
Краевед И. С. Дубанов приводит такую версию происхождения топонима Хирлеп:

Возможно, гидроним произошёл от чув. хир «поле, степь»; «полевой, степной»— Дубанов И. С.

## Населённые пункты в бассейне реки
Хирлеппоси (Хирлеппось Мелюши — в летописях), Хорн-Кукшум, Большие Хирлепы, Передние Хирлепы, Задние Хирлепы, Малые Туваны, Кармалы, Тенеево, Торопкасы, Ходяково, Хоравары, Большие Токташи, Раскильдино, Таутово, Шлан, Эренары, Пизеры, Шерашево.

## Достопримечательности
При раскопках в овражной системе речки Хирлеп найдены останки древних животных, кости коих представлены в Тенеевской средней школе, в уголке археологии.

## Данные водного реестра
По данным государственного водного реестра России относится к Верхневолжскому бассейновому округу, водохозяйственный участок реки — Цивиль от истока до устья, речной подбассейн реки — Волга от впадения Оки до Куйбышевского водохранилища (без бассейна Суры). Речной бассейн реки — (Верхняя) Волга до Куйбышевского водохранилища (без бассейна Оки).
Код объекта в государственном водном реестре — 08010400412112100000087.